# Tom Rooney
Thomas J. Rooney, detto Tom (Filadelfia, 21 novembre 1970), è un politico e avvocato statunitense, membro della Camera dei Rappresentanti per lo stato della Florida dal 2009 al 2019.

## Biografia
Laureato in scienze politiche all'Università della Florida, Rooney ottenne la laurea in legge dall'Università di Miami e cominciò ad esercitare la professione di avvocato nel 1999.
Per quattro anni lavorò nei JAG, in particolare presso Fort Hood, in Texas. Nel 2002 iniziò ad insegnare diritto costituzionale e penale all'Accademia Militare degli Stati Uniti. Per un breve periodo lavorò anche per il senatore Connie Mack III.
Nel 2008 Rooney si candidò al Congresso sfidando il deputato democratico in carica Tim Mahoney. Dopo la scoperta che Mahoney, forte sostenitore delle famiglie, aveva diverse relazioni extraconiugali, Rooney guadagnò gradimento e alla fine vinse le elezioni.
Nel 2010 venne rieletto con il 67% dei voti contro il 33% dell'avversario. Riconfermato per altri tre mandati come deputato, nel 2018 annunciò il suo ritiro e venne succeduto da Greg Steube.
Tom Rooney è sposato e ha tre figli.